# Nikon Z 9
A Nikon Z 9 egy 45,7-megapixeles FX-formátumú, Z-bajonnettes digitális tükör nélküli fényképezőgép, amelyet a Nikon 2021. október 28-án jelentett be. A Z 9 az első modell a Nikon legmagasabb kategóriájú professzionális tükör nélküli fényképezőgép-kínálatában. A Z 7-hez és a Z 7II-höz hasonlóan 45,7 megapixeles, viszont azokkal ellentétben Nikon által fejlesztett stacked szenzorral rendelkezik, mely sokkal gyorsabb kiolvasási képességű, gyorsabb autofókuszra és sorozatfelvételre képes. A Z 9 sorozatfelvételi képessége meghaladja a D6-ét, miközben kétszer akkora felbontással dolgozik. Ez az első Z-bajonettes Nikon fényképezőgép, mely (megjelenésekor) 8K 30 fps 10-bit videófelvételre képes. A Nikon a fényképezőgéppel egyidőben bejelentett egy várhatóan 2022 elején megjelenő, ingyenes firmware-frissítést is, mely lehetővé teszi a 8K 60 fps, a 12-bites N-RAW és 12-bites ProRes RAW HQ videófelvételt is. A frissítés részleteit 2022. április 14-én egy közleményben erősítették meg, valamint bejelentették a megjelenési dátumát is, április 20-át.
A Z 9 az első olyan tükör nélküli, full-frame, legmagasabb kategóriájú (flagship) fényképezőgép, mely nem tartalmaz mechanikus zárszerkezetet.
A Z 9 elnyerte a Camera Grand Prix 2022 Év Kamerája díjat és az Olvasói díjat is.

## Tulajdonságok
- 45,7 megapixeles, Nikon által fejlesztett stacked BSI CMOS képérzékelő
- ISO-tartomány: 64–25 600 (expanded: 32–102 400)
- Nikon Expeed 7 képfeldolgozó processzor
- 493-pontos új, gyorsabb AF rendszer, mely 9 fajta célpontot is automatikusan azonosítani tud (a Nikon DSLR-ekből ismert 3D-trackingre is képes)
- Belső képstabilizáció (5-tengelyes)
- 20 kép/mp teljes felbontású RAW, 30 kép/mp teljes felbontású JPEG (C30-mód), 60 kép/mp 19-megapixeles DX JPEG (C60-mód, fw. v3.0+), 120 kép/mp sorozatfelvétel 11-megapixeles JPEG (C120-mód)
- A gyors buffernek és processzornak köszönhetően akár 1000 kép sorozatfelvételére képes (korábbi Nikon fényképezőgépek kb. 200 képre voltak képesek), ez erősen függ a memóriakártya sebességétől (gyors CFExpress Type-B ajánlott)
- Az elektronikus kereső a képek készítése pillanatában is élő (blackout-free), késleltetésmentes képet ad
- Pre-Release Capture funkció (fw. v2.0+), mely a gomb megnyomása előtti, akár 300 mp-cel korábbi képeket is rögzíteni tudja (fw. v4.0+)
- "Auto Capture" funkció mellyel automatikus kép- és videórögzítés indítható mozgás, távolság vagy követés alapú detekció alapján (fw. v4.0+)
- Belső 12-bit N-RAW videófelvétel 8.3K 60 fps-ig, 12-bit ProRes RAW HQ videófelvétel 4.1K 60 fps-ig (fw. v2.0+)
- Belső 10-bit N-Log videófelvétel H.264, H.265, ProRes 422 HQ formátumokban (8K 30 fps-ig, 4K 120 fps-ig, 1080p 120 fps-ig)
- Egy videófelvétel hossza max. 2 óra 5 perc (a korábban megszokott 29 perc 29 mp helyett)
- Synchro VR
- Szenzor védő, mely a fényképezőgép kikapcsolásánál vagy az objektív levétele esetén leereszkedik a szenzor elé, védve így a portól (kikapcsolható)
- Beépített GPS, GLONASS és QZSS-vevő geotaggeléshez
- Hátsó, 3.2"-es kihajtható érintőképernyő (2,1 millió képponttal)
- Nikon EN-EL18d újratölthető Li-ion, valamint kompatibilis az EN-EL18/a/b/c akkumulátorokkal is

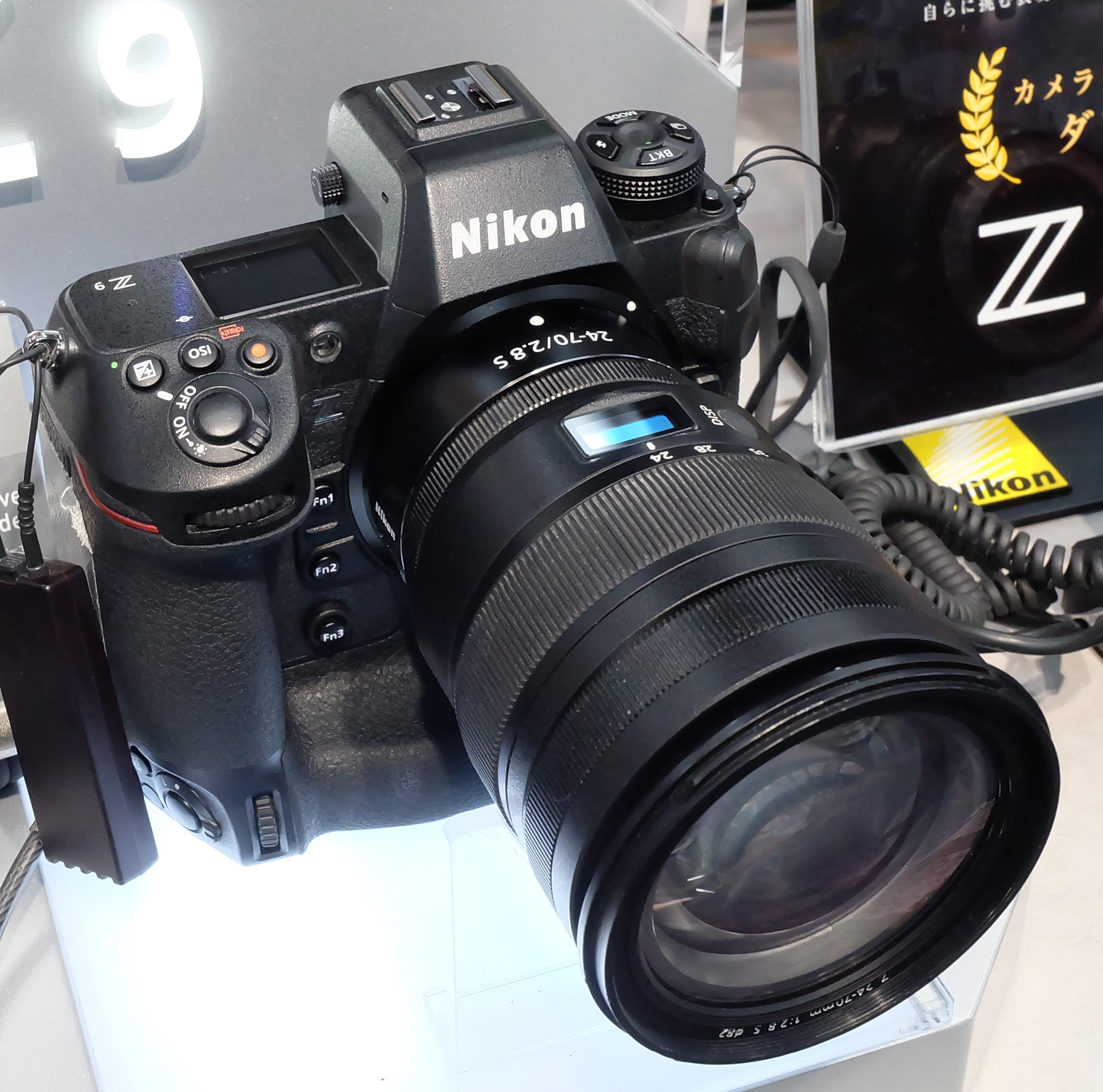
Z 9 + NIKKOR Z 24-70mm f/2.8 S
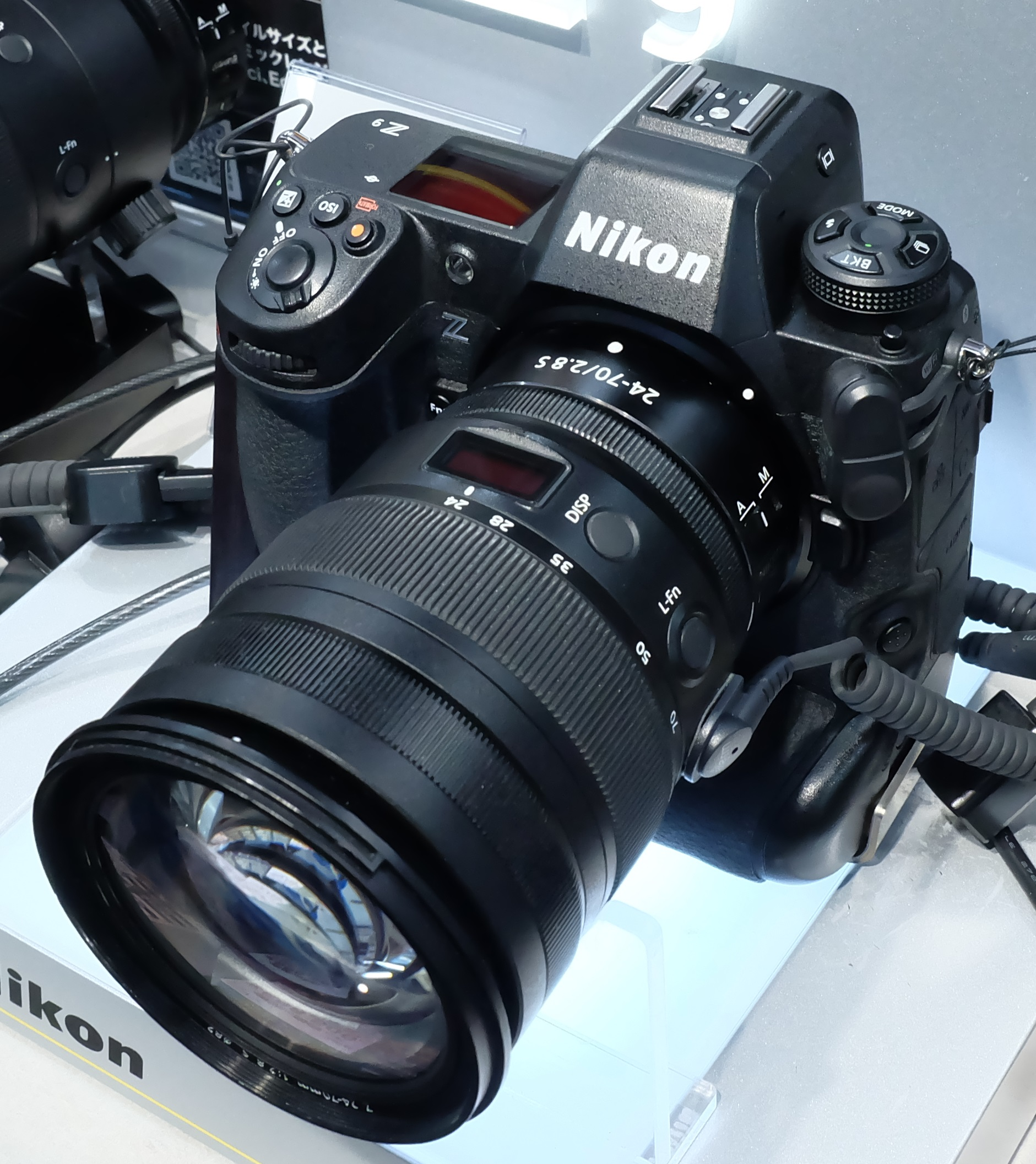
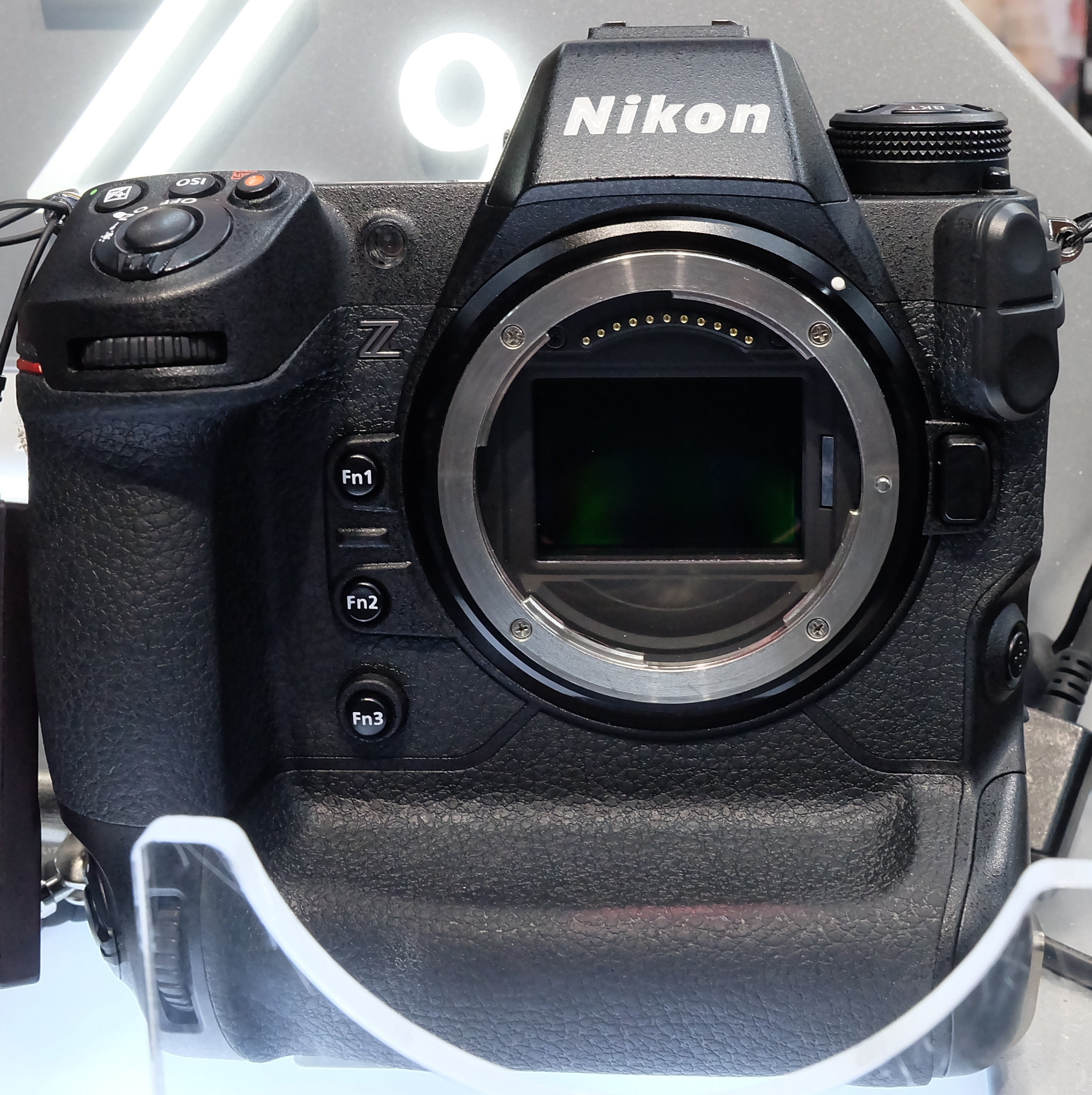
A Z-bajonett és a Z 9 képérzékelője
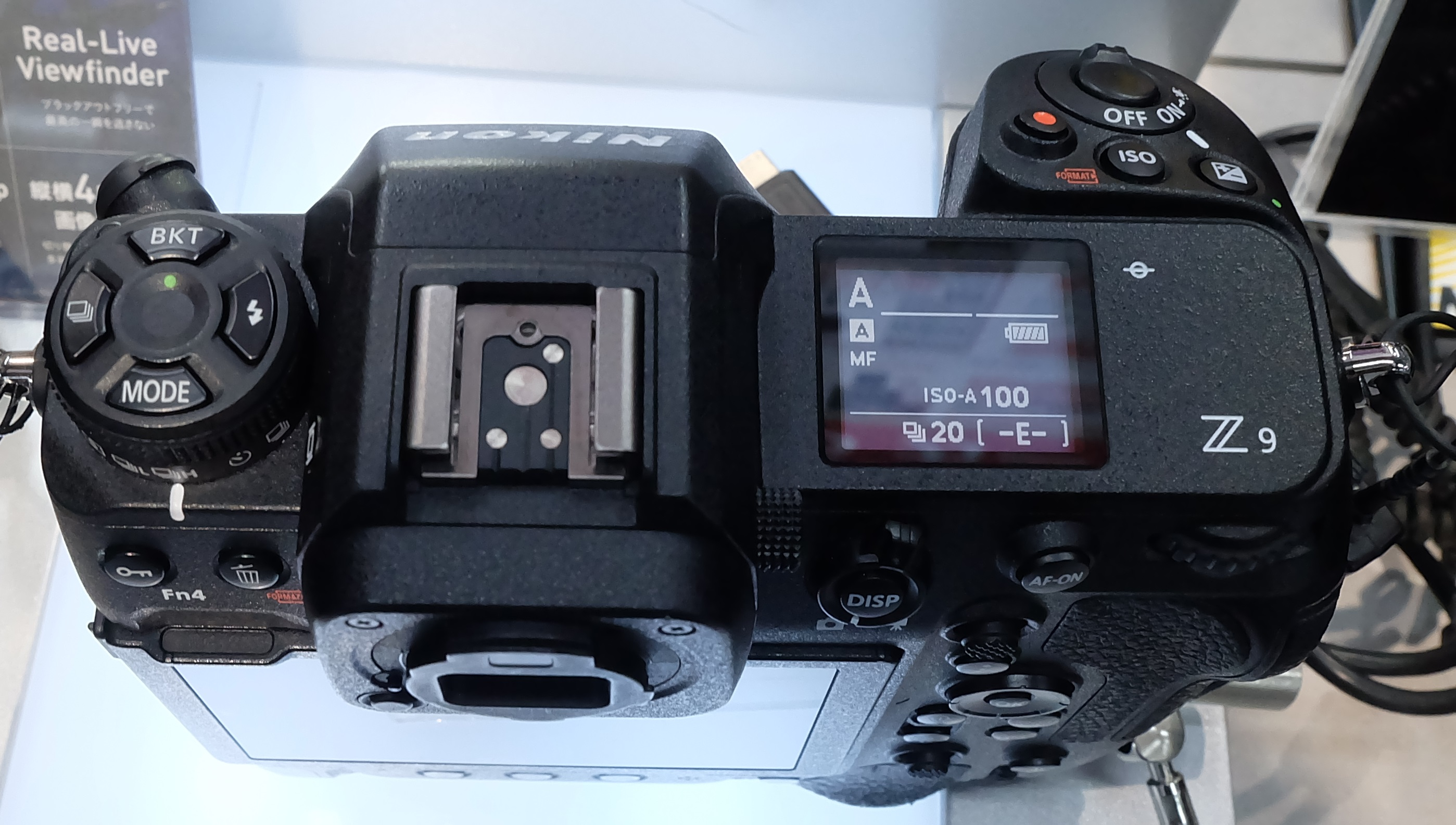
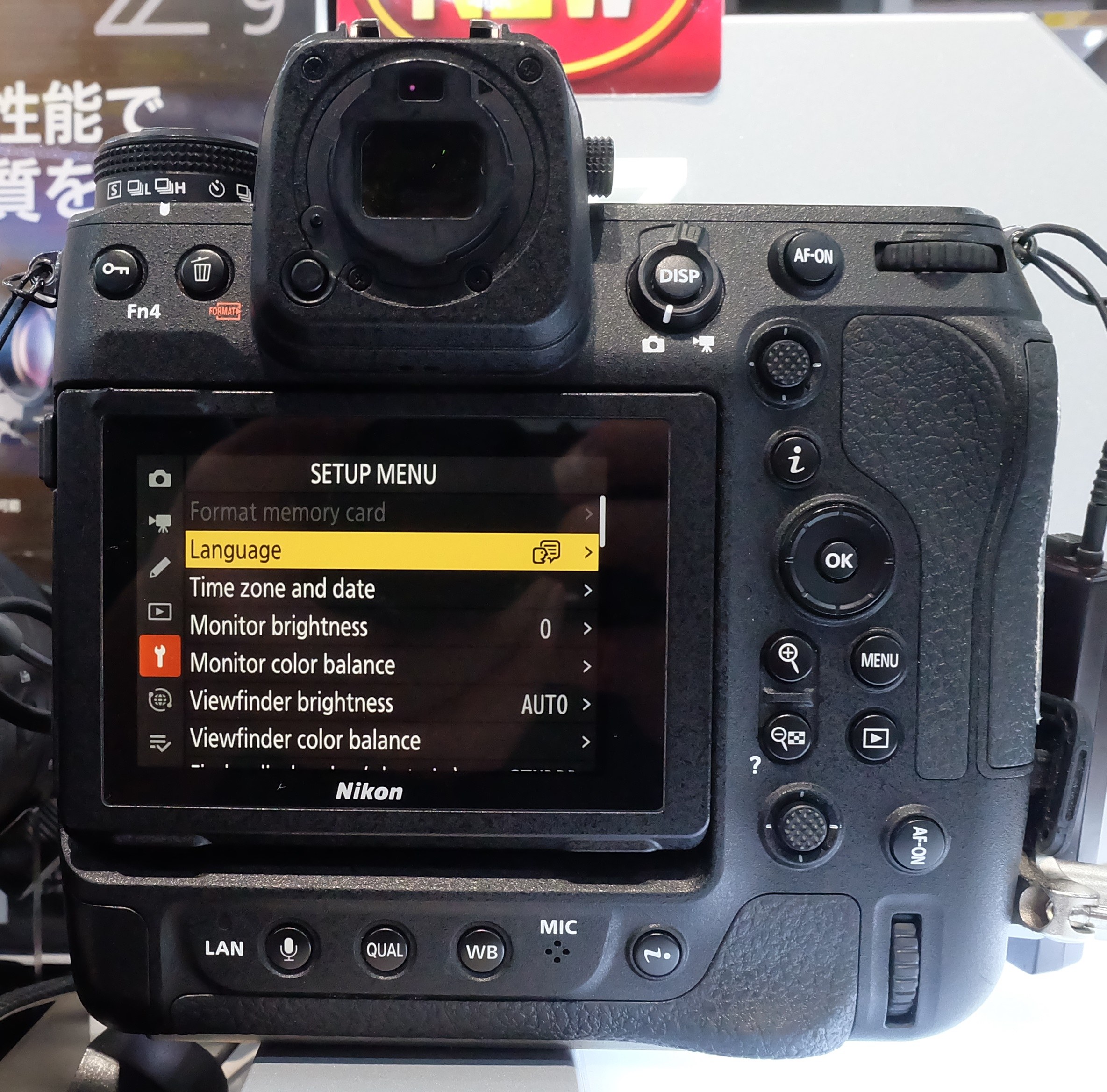
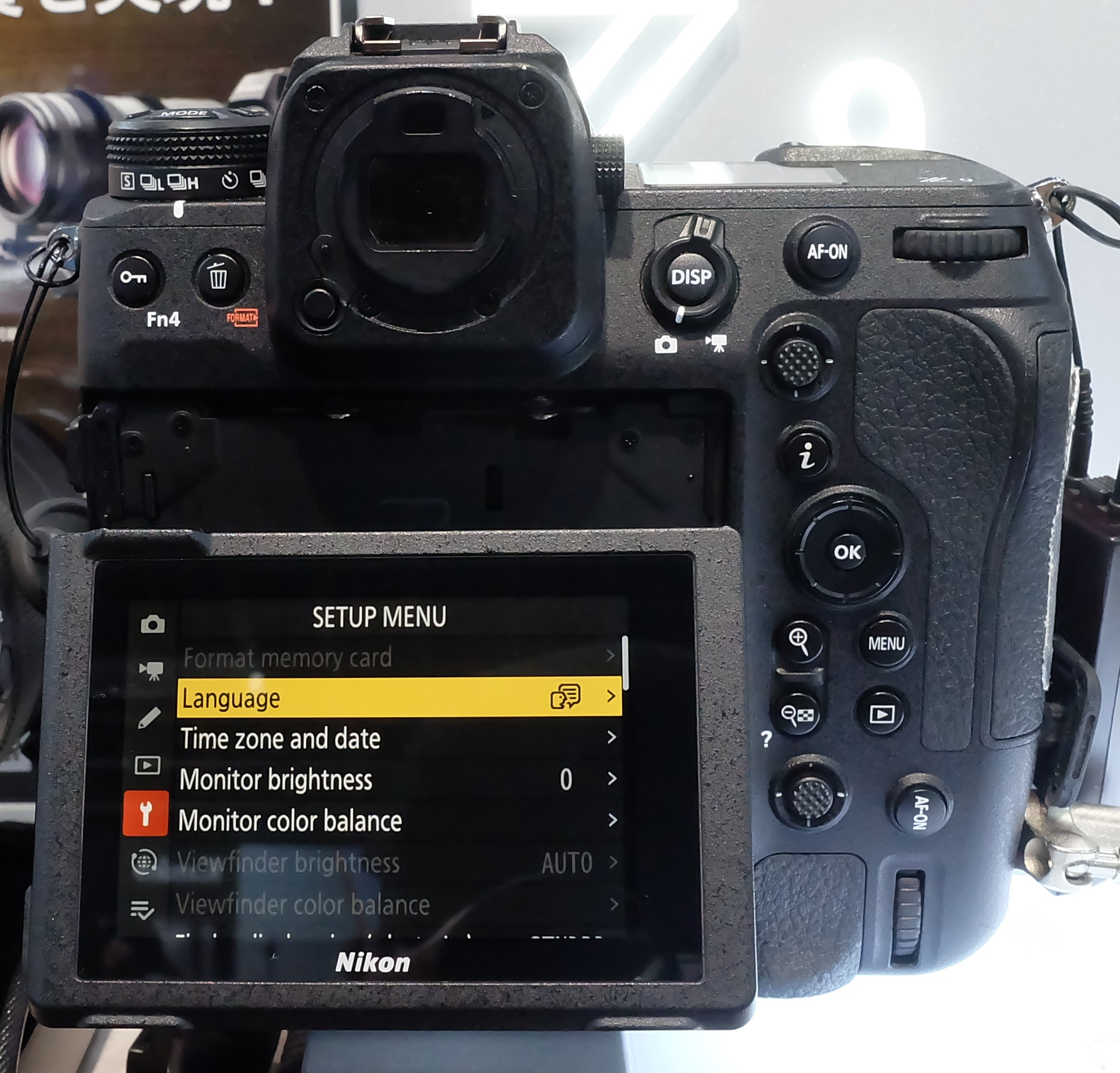
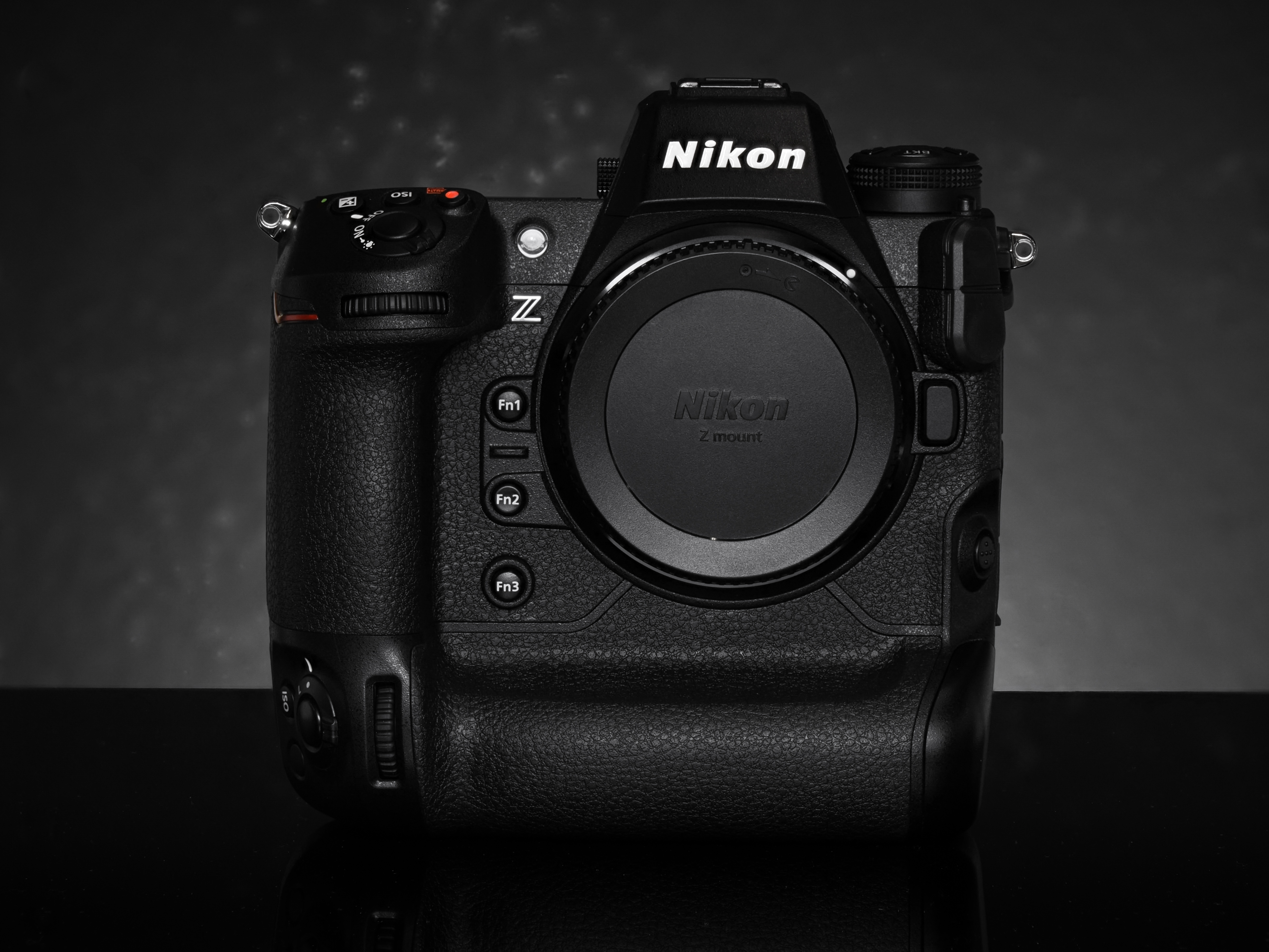

## Videórögzítési képesség és formátumok
A Z 9 belsőleg képes 8K, 4K és 1080p felbontású videók rögzítésére, többféle, akár nyers formátumokban is.
| Felbontás          | Képkockasebesség (fps) | Bitmélység          | Formátum            | Használható szenzorméret | Átlagos bitráta (Mbps) |
| ------------------ | ---------------------- | ------------------- | ------------------- | ------------------------ | ---------------------- |
| 8256×4644 (8.3K)   | 60/50/30/25/24 fps     | 12-bit              | N-RAW (NEV)         | FX                       | 5780–2310              |
| 7680×4320 (8K)     | 30/25/24 fps           | 10-bit              | H.265 (MOV)         | FX                       | 400                    |
| 7680×4320 (8K)     | 30/25/24 fps           | 8-bit               | H.265 (MOV)         | FX                       | 370                    |
| 5392×3032 (5.4K)   | 60/50 fps              | 12-bit              | N-RAW (NEV)         | DX (1.5×)                | 2960–2470              |
| 5392×3032 (5.4K)   | 30/25/24 fps           | 12-bit              | N-RAW (NEV)         | DX (1.5×)                | 1480–1190              |
| 5392×3032 (5.4K)   | 30/25/24 fps           | 12-bit              | ProRes RAW HQ (MOV) | DX (1.5×)                | ?                      |
| 4128×2322 (4.1K)   | 120/100 fps            | 12-bit              | N-RAW (NEV)         | FX                       | 3480–2900              |
| 4128×2322 (4.1K)   | 60/50/30/25/24 fps     | 12-bit              | N-RAW (NEV)         | FX                       | 1740–700               |
| 4128×2322 (4.1K)   | 60/50/30/25/24 fps     | 12-bit              | ProRes RAW HQ (MOV) | FX                       | ?                      |
| 3840×2160 (4K)     |                        |                     |                     |                          |                        |
| 120/100 fps        | 12-bit                 | N-RAW (NEV)         | 2.3×                | 3020–2510                |                        |
| 120/100 fps        | 10-bit                 | H.265 (MOV)         | FX                  | 400                      |                        |
| 120/100 fps        | 8-bit                  | H.265 (MOV)         | FX                  | 370                      |                        |
| 60/50 fps          | 12-bit                 | ProRes RAW HQ (MOV) | 2.3×                | ?                        |                        |
| 60/50/30/25/24 fps |                        |                     |                     |                          |                        |
| 10-bit             | ProRes 422 HQ (MOV)    | FX                  | ?                   |                          |                        |
| 10-bit             | H.265 (MOV)            | FX                  | 340–190             |                          |                        |
| 8-bit              | H.265 (MOV)            | FX                  | 300–150             |                          |                        |
| 1920×1080          | 120/100 fps            | 10-bit              | ProRes 422 HQ (MOV) | FX                       | ?                      |
| 1920×1080          | 120/100 fps            | 10-bit              | H.265 (MOV)         | FX                       | 190                    |
| 1920×1080          | 120/100 fps            | 8-bit               | H.265 (MOV)         | FX                       | 150                    |
| 1920×1080          | 60/50 fps              | 10-bit              | ProRes 422 HQ (MOV) | FX                       | ?                      |
| 1920×1080          | 60/50 fps              | 10-bit              | H.265 (MOV)         | FX                       | 100                    |
| 1920×1080          | 60/50 fps              | 8-bit               | H.265 (MOV)         | FX                       | 80                     |
| 1920×1080          | 60/50 fps              | 8-bit               | H.264 (MP4)         | FX                       | 50                     |
| 1920×1080          | 30/25/24 fps           | 10-bit              | H.265 (MOV)         | FX                       | 50                     |
| 1920×1080          | 30/25/24 fps           | 8-bit               | H.265 (MOV)         | FX                       | 40                     |
| 1920×1080          | 30/25/24 fps           | 8-bit               | H.264 (MP4)         | FX                       | 30                     |

|  | Nyers formátum (RAW) |

## Firmware frissítések
| Verzió | Megjelenés          | Fő változások, megjegyzések |
| ------ | ------------------- | --- |
| 1.0    | 2021. december 24.  | - Első firmware-verzió |
| 1.10   | 2022. január 5.     | - Hosszabb sorozatfelvétel RAW és JPEG formátum egyidejű mentésénél - Hibajavítás: nagy sebességű drótnelküli szinkronizáció hiba javítása SB-5000 külső vakuval |
| 1.11   | 2022. január 26.    | - Nikkor Z 400mm f/2.8 TC VR S támogatása - Hibajavítások |
| 2.0    | 2022. április 20.   | - Belső Nikon N-RAW (12-bit 8.3K 60p-ig), 12-bit ProRes RAW HQ (4.1K 60p-ig) videófelvétel - 8K felvételből való oversampling 4K 60p felvételhez - Felvétel közbeni, piros "REC" jelző a monitoron és az elektronikus keresőben is - Waveform-kijelzés - Pre-Release Capture funkció (a gomb megnyomása előtti, akár 1 mp-vel korábbi képeket is rögzíteni tudja) - 20 db új Custom Wide-Area AF minta típus - Elektronikus kereső frissítési rátája 120 fps lehet |
| 2.10   | 2022. július 6.     | - Jobb autofókusz-teljesítmény különféle helyzetekben - Jobb képstabilizáció vertikális helyzetben történő panning közben - Funkció a magas frekvenciájú (pl. mesterséges fényekből, megvilágításból származó) flicker kompenzálására - Hibajavítások |
| 2.11   | 2022. augusztus 30. | - Hibajavítás (egy ritka esetben a fényképezőgép unreszponzívvá vált) |
| 3.0    | 2022. október 25.   | - Magas frekvenciájú flicker kompenzálása videófelvételnél - "Nagy-felbontású zoom", mellyel 4K videó felvételénél 2x-es digitális nagyítást tesz lehetővé - C60 mód, a 60 kép/mp sorozatfelvételhez (19 megapixeles fényképek) - Jobb nagysebességű sorozatfelvétel-visszajátszás - Több testreszabható gomb - Jobb autofókusz kevés fénynél - Jobb 3D tracking - TLS-titkosított FTP-kapcsolat támogatása |
| 3.01   | 2022. december 20.  | - MC-N10 különálló markolat mostantól használható a 10 tűs távkioldó-csatlakozón keresztüli több fényképezőgép szinkronizált kioldására - Jobb fókuszkövetés AF-C módban - Hibajavítások |
| 3.10   | 2023. február 28.   | - Nikkor Z 85mm f/1.2 S támogatása - Jobb autofókusz alacsony kontrasztos helyzetekben - Külső vakuval való sorozatfelvétellel kapcsolatos javítás - Hibajavítások |
| 4.00   | 2023. június 13.    | - "Auto Capture" funkció mellyel automatikus kép- és videórögzítés indítható mozgás, távolság vagy követés alapú detekció alapján - Késleltethető képkészítés (d6 beállítás) - Új zárszerkezetet imitáló hangok (5 választható hanggal) - N-Log videófelvételnél alacsonyabb ISO választható (200 és 400 natív ISO is választható, 800 helyett) - Fókusztávolság kijelzése - Több funkció társítható, több gombra a gépen - Jobb Pre-Release Capture funkció, mellyel a gombnyomás előtt akár 300 másodpercet is rögzíteni tud - Jobb 3D tracking autofókusz - Jobb "hi-res zoom" funkció, a sebesség finomabban szabályozható |
| 4.01   | 2023. augusztus 23. | - Hibajavítások |
| 4.10   | 2023. október 4.    | - AF-detekció madarakhoz és repülőgépekhez |
| 5.00   | 2024. március 13.   | - C15 mód, 15 kép/mp sorozatfelvételhez - "Gazdag tónusú portré" profil a Picture Controlban - Állítható fókuszpont-keret vastagság - Jobb nagyfrekvenciájú villogáscsökkentés testreszabható frekvenciabeállításokkal - Jobb "Auto Capture" funkció: dátum/idő- és időtartam alapú automatikus rögzítés, DX-szenzorméret és repülőgépek detektálása - Különválasztott bővített menük a kép- és videórögzítési módokhoz - Több funkció társítható, több gombra a gépen - Wi-Fi-kliens mód SnapBridge kapcsolathoz |